# Stefan Lindblad
Stefan Lindblad är en svensk konstnär och illustratör. Han föddes i Stockholm 1965. Han är verksam på heltid som målare, illustratör och grafisk formgivare.
Bland offentliga konstnärliga uppdrag kan nämnas Scandic Infra City Hotell i Upplands Väsby med tre stora oljemålningar i hotellets entré. Illustrationer i storformat till Sjöhistoriska museets utställning Vem är Pirat, 2009-2012. 
Stefan Lindblads webbsida är www.stefanlindblad.com och www.canvas.nu 